# 麦超
麦超（1964年3月9日—）是中国广东省广州市人，足球运动员、教练，1979年加入广州足球队，1995年退役，也是前中国国家足球队队员。
在球员时代，麦超一直效力于广州足球队。司职左后卫，却以精准的定位球著称，代表中国国家足球队打入18球，曾是中国队史上进球最多的后卫，不过此后该纪录被范志毅打破。
在教练成绩方面，麦超曾三度执教广州队，2001年7月-2002年2月作为主教练组建国青队，2007年1月担任深圳足球俱乐部领队兼总教练。同年12月14日改任教练组组长。
因广州足协的征调函，2008年4月1日中午，深圳足球俱乐部正式宣布麦超下课。
2011年，麦超带领广州城运甲组男子足球队获得城运会甲组男子足球项目的亚军。
2012年10月，麦超成为广东全运甲组男子足球队主教练。2014年5月，麦超出任陷入保级泥潭的中国足球甲级联赛球队广东日之泉主帅，成功保级，但球队随之转让解散。之后，麦超一直在广州市足协从事基层青训梯队指导工作。
2017年1月，出任海南博盈足球俱乐部队主教练。